# Corsaren
Corsaren var en dagstidning i Stockholm med tre månaders utgivningsperiod 20 november 1851 till 28 februari 1852.
Tidningen hade Illustrerad tidning för läsare af alla klasser som undertitel. Tidningen utdelades i ersättning för Folkets Röst den 2 oktober 1852 
Förre löjtnanten friherre Axel G. Posse erhöll 20 november 1851 utgivningsbevis för tidningen. Tidningen trycktes på  före detta Schultzes boktryckeri 29 november 1851 till 28 februari 1852  samt hos Franz Sjöberg 2 oktober 1852,. Typsnitt var  antikva. Med träsnitt och Folkets Rösts vignett i sista numret. Blott 14 nr utkom av tidningen, förutom det, som lämnades i ersättning för Folkets Röst nr 79, vilket hade 5-spalter och var i utformning olika övriga nummer av Corsaren. Utgivningsfrekvens en dag i veckan lördagar. Tidningen hade 4 sidor i folioformat med 3 spalter i relativt litet format 37-39,5 x 24-25,7 cm men 4-sp. (40,8 x 27,2) 31 januari till 21 februari 1852. Priset var enligt anmälan 40 skilling banko för 31 nr, som 27 december 1851 ändrades till 1 riksdaler 32 skilling banko för 26 nummer. Periodisk bilaga kom ut oregelbundet med allmänt innehåll.